# Carrozze SNCF tipo Grand Confort
Le carrozze Grand Confort erano una serie di carrozze passeggeri delle ferrovie francesi progettate per l'utilizzo su treni di categoria elevata. Nonostante la quasi omonimia e le caratteristiche simili, non sono imparentate in alcun modo con le coetanee «Gran Confort» italiane.
Furono costruite dal 1970 al 1974 dalla De Dietrich in 103 unità, tutte di prima classe, e poste in servizio sui TEE interni alla rete francese.
Dopo la cessazione dei servizi TEE, alcune carrozze divennero di seconda classe. Furono ritirate dal servizio nel 1999.